# Criollas de Caguas
Criollas de Caguas est un club portoricain de volley-ball fondé en 1981  et basé à Caguas, évoluant pour la saison 2017 en LVSF.

## Palmarès
- Championnat de Porto Rico
  - Vainqueur : 1996, 1997, 1998, 2000, 2001, 2002, 2005, 2011, 2014, 2015[2]2016[3]2017, 2019.
  - Finaliste : 1986, 1987, 1988, 1989, 1991, 1992, 1994, 1995, 1999, 2004, 2007, 2008, 2012.

## Effectifs

### Saison 2013
Entraîneur : Carlos Daniel Cardona  Argentine